# إريك يوهانسون
إريك يوهانسون (بالسويدية: Erik Berg) (30 ديسمبر 1988 فالكنبرغ السويد - ) هو لاعب كرة قدم سويدي يلعب كمدافع.

## وصلات خارجية
إريك يوهانسون على موقع الاتحاد الأوربي (الإنجليزية)
- إريك يوهانسون على موقع اتحاد السويد (السويدية)
- إريك يوهانسون على موقع قاعدة بيانات كرة القدم.إي يو (الإنجليزية)
- إريك يوهانسون على موقع ناشيونال فوتبول تيمز (الإنجليزية)
- إريك يوهانسون على موقع Soccerway.com (الإنجليزية)
- إريك يوهانسون على موقع AS.com (الإسبانية)